# Звенигора (фільм)
«Звени́гора» — українсько-радянський німий художній фільм, в титрах охарактеризований як «кіно-поема». Перша кінострічка трилогії Олександра Довженка: «Звенигора», «Арсенал», «Земля». Це останній фільм Довженка, знятий за чужим сценарієм.
Прем'єра відбулася у Києві 13 квітня 1928 року. Сюжет фільму охоплює дві тисячі років і розповідає про багато етапів історії України: від скіфів і гайдамаччини до Першої світової війни, боротьби Української Народної Республіки з більшовиками, більшовицького руху та білоукраїнської еміграції. Ці етапи об'єднані постаттю діда, що крізь віки прагне розшукати легендарний скарб скіфів, схований біля Звенигори. В його онуків, Тимоша й Петра, різні погляди на суть цього скарбу, і дід як уособлення стародавнього ладу, що відкидає зміни, вагається кому доручити пошуки таємничого багатства.
Цей фільм закріпив за Довженком репутацію провідного українського кінорежисера за використання нових прийомів монтажу, кадрування та символізм. Водночас сюжет отримав неоднозначні оцінки, позаяк засновувався на сценарії згодом репресованих Майка Йогансена та Юрія Тютюнника (Юртика).
Фільм займає 19-у позицію у списку 100 найкращих фільмів в історії українського кіно.
Подивитися стрічку із сучасним музичним супроводом можна в онлайн-кінотеатрі Довженко-Центру.

## Сюжет
Фільм відкривається сценою гайдамацьких часів: гайдамаки зустрічають старого діда й запитують в нього чи є поблизу поляки («ляхи»). Дід відповідає, що ті біля Звенигори, де намагаються викопати українські скарби. Гайдамаки пропонують приєднатися до них, дід погоджується. Йому доручають вести сотню братчиків в обхід, щоб застати ворога зненацька. Поляків не виявляється на місці, через що очільник гайдамаків гнівається. Вдвох з дідом їм ввижається дорогоцінний кубок, але це виявляється просто розбита пляшка. Скоро з'ясовується, що вороги ховаються на деревах. Гайдамаки перестрілюють поляків, однак з підземного сховку виходить страхітливий монах, охоронець скарбу, від якого гайдамаки в паніці тікають. Монах зникає в хмарі диму. Отаман гайдамаків наказує йти далі, а закляті скарби не чіпати.
Настають мирні часи. Проте не всі живуть щасливо. Дівчина Оксана ворожить, пускаючи вінки по воді, та дід потай виловлює їх, не дає дізнатися майбутню долю. Вночі діда мучить кошмар про монаха, старий молиться Богу та наказує молитися своєму онукові Тимошу. Юнак неохоче та зневажливо хреститься.
Розмірене життя селян порушує початок світової війни. Більшість молоді вирушає до війська, серед них і Тиміш. Дід дістає старовинну ікону та молиться перед нею, щоб успішно знайти скарб. Він каже другому онукові, Павлу, що знає де зарите багатство і вони беруться його шукати. Викопуванню скарбу стає на заваді царський офіцер, якого лякається Павло. Сцена викопаної ями змінюється окопами, в яких солдати пережидають ніч.
Царському генералу доповідають про стан на фронті — там процвітає дезертирство, солдати не розуміють за що вони воюють. Генерал прибуває розібратися особисто. Тиміш висловлює непокору, генерал наказує розстріляти Тимоша. Той сам командує власним розстрілом, але побратими стріляють повз. Тиміш закурює, а потім застрелює генерала.
Приходять часи революції, робітники повстають на заводах і шахтах, з-поміж них опиняється Тиміш, ведучи боротьбу проти білогвардійців. Дід же розповідає Павлу, в якому бачить продовження своїх ідеалів, легенду про походження скарбу.
У часи скіфів один вождь поневолив інше плем'я, в якому жила дівчина Роксана. Вона закохалася у вождя завойовників, але бачачи страждання народу під його владою, отруїла його. Невільники повстали, проте вождь перед смертю вбив Роксану та прокляв свої скарби. На українські землі приходили відтоді варяги та інші охочі заволодіти скарбом, але він так і лишився незнайденим. Втім, дід вірить, що його рід здобуде цей скарб.
Починається громадянська війна, Павло приєднується до петлюрівців, а Тиміш, покинувши свою наречену, стає більшовиком, але обіцяє повернутись. Зрештою більшовики перемагають, Павло вирушає в еміграцію до Праги, де намагається з'ясувати де ж заховано скарб з дідової легенди. Виступаючи в кабаре з номером, що нібито повинен закінчитися самогубством на публіці, Павло збирає гроші на контрреволюційну діяльність. В той же час Тиміш розуміє, що справжній скарб — це сама земля, її родючі поля та багаті вугіллям і залізом надра. Тиміш трудиться інженером задля побудови кращого майбутнього замість шукати готовий, але загублений легендарний скарб.
Павло потай повертається в Україну, щоб виконати диверсію — підірвати більшовицький потяг, машиністом якого за збігом обставин виявляється Тиміш. Закладаючи вибухівку, він зустрічає свого діда й доручає йому вчинити вибух. Проте дід лякається поїзда, більшовики зупиняються та забирають старого з собою. Павло в розпачі застрелюється. Дід, отямившись у вагоні разом з Тимошем та іншими більшовиками, радіє з тамтешньої гостинності та їде з молодим поколінням у майбутнє.

## Знімальна група
- Режисер: Олександр Довженко
- Сценаристи: Майк Йогансен, Юрко Юртик, Олександр Довженко (переробка сценарію)
- Оператор: Борис Завєлєв
- Сценограф, декоратор: Василь Кричевський
- Композитор відновлення: В'ячеслав Овчинников

## Актори
| Актор                | Роль                     |
| -------------------- | ------------------------ |
| Микола Надемський    | дід/генерал              |
| Семен Свашенко       | комуніст Тиміш           |
| Лесь Подорожній      | петлюрівець Павло        |
| Володимир Уральський | селянин/німецький солдат |
| Георгій Астаф'єв     | вождь скіфів             |
| Леонід Барб          | чернець                  |
| Й.Селюк              | отаман гайдамаків        |
| Марія Паршина        | дружина Тимоша           |
| Поліна Скляр-Отава   | Оксана/Роксана           |
| Анастасій Симонов    | товстий офіцер на коні   |
| Юрій Михальов        | ад'ютант                 |
| Микола Чаров         | друг Павла               |

## Історія створення
Сценарій був написаний у харківський період життя Довженка Юрієм Тютюнником (під псевдонімом Юртик) та Майком Йогансеном. Тютюнник, який був родом зі Звенигородщини, розповів Йогансену легенду про скарби, закопані гайдамаками у надрах гори. Після цього вони з'їздили у творче відрядження до Звенигородки й після повернення написали сценарій. Сценарій «Звенигори» був прийнятий художньою редакцією кіностудії до постановки і навіть розпочалась робота над його реалізацією. Одну з ролей виконував той же Ю. Тютюнник. Та з невідомих причин виробництво припинилось і О. Довженко практично переписав сценарій заново (на 90 %), а Ю. Тютюнник і М. Йогансен зникають не лише з титрів остаточного варіанту фільму, а й знімається з головної ролі генерал Ю. Тютюнник. Але те, що сценаристи самі зняли свої прізвища з титрів на знак протесту, залишається спірним. У час тотальних чисток імена розстріляних (Тютюнника розстріляли у 1930, Йогансена — у 1937) були під забороною, і редактори змушені були постійно вдаватися до фальсифікацій у виданнях, присвячених біографії та фільмографії Довженка.
Сценарій «Звенигори» дав поштовх до реалізації національного кіно авангардної форми. За версією історика кіно Георгія Журова, Йогансен і Тютюнник вимагали усунути свої імена з титрів, оскільки вважали, що Довженко надто сильно змінив їхній сценарій. Можливо, головним розходженням було карикатурне зображення емігранта Павла. Довженко згадував про їхню реакцію в автобіографії 1939 року: «В сценарії було багато чортовиння і явно націоналістичних тенденцій. Тому я його й переробив процентів на дев'яносто, внаслідок чого автори демонстративно „зняли свої імена“, і це стало початком мого розходження з харківськими письменниками». Майк Йогансен натомість в автобіографії 1930 року стверджував: «Написав (укупі з Юртиком) кіносценарій „Звенигора“ (надалі змінений і попсований Ол. Довженком)». На нараді українських письменників, скликаної ВУФКУ 13–14 вересня 1928 року, Йогансен також зазначав свою позицію незгоди з виробництвом фільмів, насичених пропагандистськими комуністичними підтекстами: «Звичайно, нам треба більше давати картин нашого радянського змісту, але такого типу, якого були американські картини. А в цьому плані їх немає. Не мені вам розказувати, які фільми пролетаріат найбільше любить, але ця прогалина не тільки не заповнюється, а навіть ухиляються від цього, й існує небезпека загибелі художніх фільмів».
Перед початком роботи над фільмом, О. Довженко разом із відомим художником Василем Кричевським, мандрував Україною у пошуках місця для зйомок.
Завдяки В. Кричевському він познайомився із археологом Михайлом Рудинським, який проводив етнографічні й археологічні розвідки у селі Яреськи (нині Шишацька селищна громада, Миргородський район) на Полтавщині.  
Оскільки на той час у селі ще зберігалася чиста українська мова та давні звичаї, О. Довженко вирішив знімати «Звенигору» саме у Яреськах. Він назвав їх штабом української кінематографії та в подальшому неодноразово, протягом 10-ти років, повертався у це село для зйомок інших фільмів.

## Оцінки
Оцінки «Звенигори» радянських часів з плином часу змінилися. З однобокої оцінки фільму як тріумфального зображення будівництва нової соціалістичної держави він постає тепер як зображення міфічної України, сила і вічність якої, як гайдамацький скарб, заховані у історичній пам'яті народу. Цікаво, що саме молодшому онукові розкриває дід таємницю старої гробниці, яку мистецтвознавці ототожнюють з метафоричною скарбницею культурно-історичної пам'яті народу. Але скарб не знайдений, щасливе майбутнє нездійснене, а Павло стріляє собі в голову з попередженням діду: «Ось наближається антихрист!». Це ніби передвіщення до хвилі репресій 1930-х. Довженко добре знав про репресії, адже й сам ледве уникнув їх у 1923 році.
Колись позитивний (у трактуванні радянських мистецтвознавців) образ більшовика Тимоша теж нині переоцінюється. Цей чоловік, який вбиває свою кохану заради «святих цілей революції», є вельми проблематичним образом у низці архетипів Довженка. Мотив зради у його творах займає особливе місце: зрада коханих, зрада ідеалів, зрада інтересів викликає у нього однозначну і однакову відразу. Він не просто вбачає у своїх земляків потяг до зради, а й висловлюється щодо її причин. А вона полягає у недостатньому знанні свого минулого і небажанням його пам'ятати. «Їх не учили Батьківщині — їх учили класовій ворожнечі і боротьбі, їх не учили історії. Народ, що не знає своєї історії, є народ сліпців», — говорить Довженко у своєму щоденнику. За картину Довженко був «таврований» як буржуазний націоналіст.
Сергій Ейзенштейн писав про цей фільм: «Фільм усе більше починає звучати невимовною чарівністю. Чарівністю своєрідної манери мислення. Дивним переплетенням реального з глибоко національною поетичною вигадкою. Гостросучасного і разом з тим міфологічного. Гумористичного і патетичного. Чогось гоголівського. В повітрі носилося: серед нас нова людина кіно, майстер з власним обличчям».
Американський історик кіно Девід Паркінсон охарактеризував «Звенигору», як алегоричну подорож через чотири періоди української історії.
Згідно з Вірою Агеєвою, професоркою Києво-Могилянської академії, у первісному варіанті сценарію наголошувався мотив пошуків зачарованого українського скарбу, добуття якого уособлює національне відродження. Проте Довженко цілковито змінив ціннісні акценти, вклавши думку, що з про відродженням самостійної України слід порвати.
За оцінкою сайту «Фільмар» 2019 року, «…сюжет фільму сплітає і розплітає українську тисячолітню історію — десь від IX—XI століть… до майбутнього. І все це подається в розповіді такого собі Вічного Діда, який усе життя намагається відкопати національний Скарб як омріяне, як вистраждане Щастя і вмонтувати його до сучасного. Дід ніби розповідає класичну українську думу. А сам Довженко йде услід Тарасові Шевченку з його, скажімо, „Розритою могилою“, переносячи кульмінацію Долі в майбутнє… Поряд зі скарбокопачем дідом є його онук Павло, що стає петлюрівцем, а скептичний до „забобонів“ онук Тиміш рушає до більшовиків, аби витворювати новий праведний світ. Власне, Довженко таким чином ніби замолює власні життєві й світоглядні „гріхи“ молодості, коли сам подався до уенерівців і ніби програв».